# Tessa Afshar
Tessa Afshar rođena je u nominalno muslimanskoj obitelji u Iranu gdje je i živjela prvih četrnaest godina života, a na kršćanstvo se obratila u dvadesetima. U Engleskoj je pohađala internat za djevojčice i zavoljela romane. Studirala je u Sjedinjenim Američkim Državama na Sveučilištu Yale gdje je magistrirala teologiju. Nagrađivana je autorica više romana inspiriranih ženskim biblijskim likovima. Poznatija djela su knjiga Polje milosti i roman Biser u pijesku zahvaljujući kojem je proglašena "novim autorom godine" po izboru čitatelja pod pokroviteljstvom magazina Family Fiction.

## Djela
- Polje milosti[1]
- Biser u pijesku, roman[1]